# Teorema de Thue
O Teorema de Thue é um teorema matemático que foi descoberto primariamente por Axel Thue em 1909.
O teorema se refere à duas analogias bidimensionais da Conjectura de Kepler: um invólucro regular hexagonal em uma densa esfera compactada em um plano.

## Confrimações do teorema de Thue
Se f é uma forma bivariável com coeficientes racionais irredutíveis sobre números racionais, e há um grau maior ou igual a 3; e r é um Número racional diferente de zero, a equação será a seguinte:
{\displaystyle ''f''(''x'',''y'')=''r''}
Há infintas soluções para integrar x e y.
Uma equação sob a forma {\displaystyle ''f''(''x'',''y'')=''r''}, onde f e r como membros do teorema são chamados de "equação de Thue". Consequentemente o teorema pode ser classificado como: "qualquer equação de Thue possui muitas soluções integradas em um espaço finito".